# Jean Kennedy Smith
Jean Ann Kennedy Smith (Brookline, Massachusetts, 20 de fevereiro de 1928 - Nova York, 17 de junho de 2020) foi uma diplomata e ativista norte-americana, membro da famosa família Kennedy e irmã mais nova do presidente dos Estados Unidos John Fitzgerald Kennedy. Foi embaixadora na República da Irlanda de 1993 até 1998.
Como embaixadora na Irlanda, Smith foi alegadamente determinante no processo de paz na Irlanda do Norte como representante do Presidente Bill Clinton em Dublin. Foi fortemente criticada depois de ter exortado o Departamento de Estado dos Estados Unidos a conceder um visto ao Presidente do Sinn Féin, Gerry Adams, embora a sua família tenha afirmado que este passo influenciou o Exército Republicano Irlandês na sua declaração de cessar-fogo em 1994. No entanto, Adams alegou que foi o Presidente Clinton que liderou o processo de paz na Irlanda do Norte e que, durante o processo, Smith contou com conselhos de um influente padre de Belfast. A Presidente da Irlanda, Mary McAleese, concedeu a Smith em 1998 a cidadania irlandesa honorária, em reconhecimento ao seu serviço ao país.
Smith foi a fundadora da Very Special Arts (VSA), uma organização internacionalmente reconhecida sem fins lucrativos dedicada à criação de uma sociedade onde as pessoas com deficiência possam envolver-se com as artes. Em 2011, foi-lhe atribuída a Medalha Presidencial da Liberdade, a maior honra civil dos Estados Unidos, pelo Presidente Barack Obama pelo seu trabalho com a VSA e com pessoas com deficiência.

## Biografia
Nascida em Brookline, Massachusetts, é a oitava filha de Joseph Patrick Kennedy e Rose Fitzgerald. Frequentou a "Escola do Sagrado Coração" (atual "Manhattan College"), onde se encontra com Ethel Shakel, a sua futura cunhada, que casaria com o seu irmão Robert Francis Kennedy.
Casou-se com Stephen Edward Smith (1927-1990), um empresário que se tornou conselheiro político e chefe de campanha de John Kennedy em 1960, e Robert Kennedy em 1968, em maio de 1956. O casal mudou-se para Nova Iorque e teve dois filhos: Stephen Edward Smith Jr. (nascido em 1957) e William Kennedy Smith (nascido em 1960), e duas meninas adotadas de origem vietnamita: Amanda (n. 1967) e Kym (n. 1972). Stephen Smith morreu de cancro do pulmão em 1990.
Jean e Stephen Smith estavam em Los Angeles com o irmão Robert Kennedy quando este assassinado a 5 de junho de 1968.
Em 1974, fundou o "Very Special Arts Committee", uma organização sem fins lucrativos para a promoção de talentos artísticos para crianças com deficiência mental ou física.
Em 1993, o novo Presidente dos EUA, Bill Clinton, ofereceu-lhe o cargo de embaixadora na Irlanda. Desempenhou um papel importante nas discussões de paz neste país antes da sua demissão em 1998. Recebeu a cidadania honorária da Irlanda.
Jean Kennedy Smith também foi membro do conselho do John F. Kennedy Center for the Performing Arts.
O seu livro Chronicles of Courage: Very Special Artists, co-escrito com George Plimpton, foi publicado pela Random House em abril de 1993. Em 2016, Smith publicaria The Nine of Us: Growing Up Kennedy, um livro de memórias do clã Kennedy.